# Кастелло-ди-Серравале
Кастелло-ди-Серравалле (итал. Castello di Serravalle) — упразднённая коммуна в Италии, располагается в области Эмилия-Романья, подчиняется административному центру Болонья. 
Население составляет 3977 человек (на 2001 г.), плотность населения составляет 101,5 чел./км². Занимает площадь 39,18 км². Почтовый индекс — 40050. Телефонный код — 051.
Покровителем коммуны почитается святитель Аполлинарий Равеннский, празднование 23 июля.

## История
Коммуна Кастелло-ди-Серравалле была упразднена 1 января 2014 года, с целью создания новой коммуны Вальсамоджа. Она была создана путём объединения соседних муниципалитетов: Кастелло-ди-Серравалле,   Креспеллано, Бадзано, Монтевельо и Савиньо.